# Rammetshofen
Rammetshofen ist ein Teilort der Gemeinde Oberteuringen im Bodenseekreis (Baden-Württemberg).

## Geographie
Rammetshofen liegt an der Rotach, südlich von Oberteuringen, etwa 7,5 Kilometer nördlich des Bodensees.

## Geschichte
1464 belehnte Jörg Graf zu Werdenberg und Heiligenberg den Ravensburger Bürger Ytelhans Huntpis mit dem Ramrachshof, dem Hof zu Rammetshofen. Nach dessen Tod wurden Hof und Gut 1538 erneut in einer Urkunde genannt.
Im frühen 19. Jahrhundert hatte Rammetshofen 58 Einwohner, die in der Beschreibung des Oberamts Tettnang von 1838 ausdrücklich als katholisch bezeichnet wurden.

## Kultur und Sehenswürdigkeiten

### Vereine
Der RSC Rammetshofen tritt mit seinen Riesenfahrrädern, einem Sechser- und einem Achter-Tandem des Baujahrs 1978, auch außerhalb von Rammetshofen bei Veranstaltungen auf. So nimmt er seit 1990 an den Deutschen Tandem-Treffen teil. Das 5. Deutsche Tandem-Treffen fand 2004 in Rammetshofen statt. Das Dappschauferle des RSC ist ein seetüchtiges Achter-Tandem mit Rah-Segel und Schaufelrad-Antrieb, das wegen seiner Segelfläche von 36 m² eine Zulassung entsprechend der Bodensee-Schifffahrtsordnung für den Bodensee hat (Zulassung FN-57888).

### Pilgern
Durch das Dorf führt der Oberschwäbische Jakobsweg von Ulm nach Konstanz.
← Vorhergehender Ort: Brochenzell | Rammetshofen | Nächster Ort: Unterteuringen →

Ulmer Münster |
Ulm |
Grimmelfingen |
Einsingen |
Erbach |
Donaurieden |
Oberdischingen |
Ersingen |
Rißtissen |
Untersulmetingen |
Obersulmetingen |
Schemmerberg |
Äpfingen |
Laupertshausen |
Mettenberg |
Biberach an der Riß |
Reute |
Grodt |
Muttensweiler |
Steinhausen |
Wallfahrtskirche Steinhausen |
Winterstettenstadt |
Bad Waldsee |
Bergatreute |
Weingarten |
Ravensburg |
Brochenzell
Östliche Route:
Meckenbeuren |
Tettnang |
Gießenbrücke |
Heiligenhof |
Atlashofen |
Hüttmannsberg |
Gattnau |
Arensweiler |
Selmnau |
Hattnau |
Nonnenhorn
Westliche Route:
Rammetshofen |
Unterteuringen |
Hepbach |
Leimbach |
Möggenweiler |
Markdorf |
Meersburg |
Bodensee |
Staad |
Konstanz |
Konstanzer Münster